# شلی آکرمن
شلی آکرمن (به انگلیسی: Shelley Ackerman) (متولد ۱۴ اکتبر ۱۹۵۳) یک ستاره‌شناس، نویسنده، بازیگر و خواننده اهل آمریکا است. همچنین وی از مهمانان و تفسیرگران اخبار، برنامه‌های رادیویی و تلویزیونی و سرگرمی است.

## زندگی‌نامه
او دختر یک خاخام است و در منهتن متولد و بزرگ شده است. او در ۱۶ سالگی در سال ۱۹۷۰ از مدرسه عالی موسیقی و هنر فارغ‌التحصیل شد.

### بازیگری
او در سال ۱۹۸۸ کار را با کارن آکرز شروع کرد. وی همچنین در چند نقش کوتاه در تعدادی فیلم ایفای نقش کرده است، از جمله آثار او می‌توان به فرار از خانه (۱۹۷۱)، گاربو حرف می‌زند (۱۹۸۴) بچه فلامینگو (۱۹۸۴)، رز ارغوانی قاهره (۱۹۸۵) اشاره کرد.

### رسانه‌ها
آکرمن در بسیاری از برنامه‌های تلویزیونی حضور داشته است، از جمله:
- فاکتور آوریلی (۲۰۰۰–۲۰۰۱)
- اخبار جهان اکنون (ژانویه ۲۰۰۵)
- همراه با Court TV (۲۰۰۵؛ برای تبلیغ کارآگاهان روانی)
- دسترسی به هالیوود در ۲۰۰۵ و ۲۰۰۸[۵]
- "آیا ۰۷/۰۷/۰۷ روز خوبی برای گره زدن گره است؟"، اخبار شاهد عینی WABC-TV، ۱۷ ژانویه ۲۰۰۷
- MSNBC (۹ فوریه ۲۰۰۷)[۶]
- نمایش امروز (۱۰ فوریه ۲۰۰۷)
- WTTG FOX5 DC (۱۲ مارس ۲۰۰۷)[۷]
- اخبار عصر CBS
- اضافی
- نمایش کارولین ری
- نمایش دریاچه ریکی
- نمایش کاملیا اسکات
- فاکس و دوستان

او به صورت هفتگی با نمایش رادیویی گفتگوی داگ استفان (۱۹۹۷–۱۹۹۹) همکاری می‌کرد. او همچنین در برنامه‌های مختلف دیگر حضور پیدا کرد:
- خواهران ماهواره ای
- رادیو عمومی ملی[۸][۹]
- نمایش WOR صبح.
- ستاره سیریوس

نوشته‌های او همچنین در نیویورک تایمز، نیویورک دیلی نیوز، نیویورک پست، تایم نیویورک، پیک پست، واشینگتن پست، یواس‌ای تودی، اخبار ای‌اوال و فیلادلفیا اینکوایرر، منتشر شده است.